# 伝説のスタフィー3
『伝説のスタフィー3』（でんせつのスタフィースリー）は、トーセが開発し、2004年8月5日に任天堂が発売したゲームボーイアドバンス用アクションゲームである。

## 概要
伝説のスタフィーシリーズ第3作目。従来作同様、雲の上の国テンカイの王子スタフィーが下界に降り、ワルモノ達を倒すストーリーだが、今回は初登場の妹スタピーも同行し、協力して進むことになる。
また本作のテレビCMは、テクノポップユニットPerfumeのインディーズ時代の楽曲であるビタミンドロップが採用されている。

## ストーリー
大きな海の空高くにある国テンカイは、2度にわたるスタフィーの奮闘によって強敵「オーグラ」がつぼに封印され、平和な日々にあった。しかしある日、またも嵐に襲われ、そして聞こえる謎の声。同時に一筋の稲光が落ち、つぼは粉々に割れてしまった。
高笑いとともに逃げていくオーグラ。スタフィーの父であるテンカイの王パパスタは、スタフィーとその親友キョロスケにオーグラを追うよう指示するも、2人は動揺して動けない。だがそこへおてんばな子供が現れる。スタフィーの妹スタピーだった。「ワルモノはやっつけに行かなあかんやんか」と2人をテンカイから突き落とす彼女。3人の旅が始まった。

## ゲーム内容
スタフィーが敵を倒しながらゴールを目指す面クリア型サイドビューアクションゲーム。状況により操作が妹スタピーに切り替わる。ふたりは使えるアクションが若干異なるので、得意な分野を活かしながら進行する。
エンディング後の2周目はエビルクリスタを42個集める旅がある。

## キャラクター

### 主人公
スタフィー
テンカイの王子。黄色い星（ヒトデ）のような外見をしている。多少ドジで泣き虫だが頑張りやさん。前作『伝説のスタフィー2』同様、初めは穏やかな日々のせいで「平和ボケ」を起こしており、戦い方を完全に忘れているものの、仲間たちに教わればすぐに思い出すことができる。チュータいわく「身体が覚えている」らしい。
おっとりした性格のため、キョロスケにはボロカスに言われ、彼の家ではその弟たちやスタピーにボール代わりにぶん投げられたりと厳しい扱いが多いが、ステージに入ればワルモノに襲われたり水流に飲まれてピンチの妹を救うなど、頼れる兄らしさを見せている。妹がピンチの時はテレパシーのような感覚が働き、それを知ることができる。
台詞はないが、今回は妹とケンカしてふてくされたり、妹がひいきされると涙目でいじけてしまったりと、これまで描かれていなかった子供っぽい面が明かされている。
潜在能力は高く、妹の修得することができない強力なスピンアタックLv2以降やりゅうせいアタック、同改を使いこなせる。しかし、やる気がなければそれを使うことはできず、妹とケンカ別れして彼女との仲間意識を失っている間は、スピンアタックLv2を覚えられない。
スタピー
スタフィーの妹。兄と初対面のキョロスケを突き落として無理矢理旅を始めさせた。兄より少し小さなピンク色の星型をしている。両親ともに黄色なので、一族中ひとりだけピンク色となっている。
利発で行動的。王女だが兄と正反対のおてんばな性格をしているので、逆の意味で王族らしくない。積極的に人助けをしつつ、ちゃっかりお礼を要求する器用さも持つ。
兄が平和ボケを起こしていたテンカイ時代、彼の見よう見まねでスピンアタックなどをマスターしており、しかも本人の弁によれば彼に教えることまでできるという逆転現象を起こしている。しかし物語序盤ワルモノ・ボンボーンに発見されたときは、すぐさま兄に助けを求めていた。
同じ気の強い者同士、キョロスケとはしばしば口論をしている。彼をハマグリ呼ばわりし、彼には生意気といわれている。
兄とは旅の途中でケンカをしたり、反目して1人でオーグラ討伐に向かおうとすることもあるが、結局は兄妹愛を発揮して協力体制をとることになる。
ハイハイ（ホフクゼンシン）など、スタフィーにはできないアクションを使えるようになるので次第に不可欠なメンバーとなる。だが、中盤以降兄が進化型のスピンアタックを思い出してくるのに対して、スタピーは最後まで最初のスピンアタックLv1しか使えない。

### 仲間たち
キョロスケ
今回も旅に同行する、自称スタフィーの親分であり自称一行のまとめ役というオレンジ色の大きなハマグリ。わがままで口が悪く虚栄心の強い、女好きの小物。強い・賢い・かっこいいの三拍子は彼が自身を表現するときの常套句だが、実際は小さな魚も倒せないほど弱く、簡単な詐欺や罠にも引っかかり、どんな女も見向きもしない。全く戦わないのに会話イベントでしゃしゃり出ては賑やかしを演ずるのが常だが、まったく無能というわけではなく、ボスや仕掛けの情報をいつもかなりの短時間で収集するという稀有な能力を持っており、それを使ってプレイヤーにヒントを与えてくれる参謀的な仕事が重要な役目である。また、目的物が先にあるはずだという正確な「勘」を働かせたり、ニャンジャ・ニャンゾーなどの相手を安易な手ではあるが罠にはめるという策でいくつも勝利を呼び込んでいる。
今回は若干性格が丸くなっている。とはいえ口の悪さは相変わらずで、冒険の間中スタピーと漫才のような罵り合いを繰り返す。女好きの性格も変わっておらず、特に意中のハデヒラリについては、「でへへへへ♥」と笑う、家に彼女のポスターを貼る、彼女に近づくために引っ越した疑いがあるなど、その行動はもはや一線を越えつつある。
幼くして両親がケンカの末離婚、母が女手一つで懸命に子4人を養ったものの他界し、以来残されたキョロスケは貧窮に耐えながら弟たちを守り暮らしているが、父キョロゾウは子を捨てただけでなく多額の借金（正確には「借しんじゅ」）まで残していたため、この返済にも追われている。
全体的にはあまりいいところのない人物だが、弟たちへの愛は純粋な兄のものであり、亡き母への想いも時折赤くなりながら語る。スタフィーへの信頼の深さも遠回しに表現することがあり、また物語終盤にはそれまで悪口しか叩いていなかった父との絆さえ見せる。非常に不器用かつひねくれてはいるものの、根本的には情の厚い善人である。
3人の弟・妹とともに暮らす家は、前作まではかなりボロボロだったが、今回は畳や障子の備え付けられた日本家屋に引っ越している。新居もクモの巣や壁の穴などがあり、格安物件と思われる。新居周辺にはカギと暗号がなければ近づけないため、キョロスケいわくマモノが1匹もいないことで有名らしい。
戦うことはできないが、後半のボス・ムーガ戦でスタフィーを助けるためシェルター役を担う。ミニゲーム「イラチキダッシュ!!」のプレイヤーキャラクター。映像記録媒体「シェルテープ」の再生装置、「シェルアター」を所持している。
ステージ4「カチワリ氷ざん」での会話によればクリスマスやサンタクロース等を知らないらしい。スタピーによるとこれらの文化は知っていて当然のようだが、おそらく苦しく貧しい家庭であるからの模様。
パパスタ
スタフィーの父親で、テンカイの王。かつてはロブじいさんとともにオーグラを倒した屈強な戦士であった。なお、当時を振り返るオーグラの回想から、パパスタという変わった名前が通称ではなく本名であったことが明かされている。
終盤はこじょうに挑む息子たちにママスタと共同でシェルテープを送るが、彼女の出しゃばりに苦戦し、かなりの出番を奪われてしまった。
ミニゲーム「テンカイダンスバトル」に対戦相手として登場している。
ママスタ
スタフィーの母親で、テンカイの王妃。控えめな表現が強かった従来作と異なり、今回は夫を押しのけてシェルテープの画面を独占するという、強気さのみられる性格になった。
ミニゲーム「テンカイダンスバトル」に対戦相手として登場している。
ロブじいさん
海の長老。昔は強力な魔法を使いこなす勇者だったらしい。現在も高い戦闘力を有しており、ビッグマウスのキョロスケさえ「さすがのオレさまも勝てねーかもだ！」と舌を巻くほど。だが、今回は出番が少ない。
盆栽を趣味としており、とても大事にしている一本をスタフィーらに渡すが、もらった彼はこれをはさみで破壊してしまった。
マーメイド
ステージ中のセーブポイント・全回復を担当する人魚。今回も前作同様、旅に同行しているはずだが、会話イベントでの登場はほぼ無い。
ヤドカリタ
きれいな巻貝を持つヤドカリ。第1作からスタフィーにスピンアタックLv1を教える役目を担ってきた。しかし、これを既に使えるスタピーが代わりに教えようとしたので、「ボクがいる意味がないじゃないか」と危機感を募らせ、わざわざ自分の貝殻を捨てに行き、スタフィーに拾わせることでお礼としてスピンアタックを教えてあげるという、キョロスケいわく「必死」な手段で出番を確保した。
ガガンモ
おでん好きなムササビ。キョロスケによればムササビらしく、紛らわしいことにモモンガではない。ボンボーンに襲われ、おでんとムササビマントを失い困っている。スタフィーらはジョージローのおみせでそれらをもらってくることになるが、その代わりにムササビじゃんぷを思い出させてもらえる。
ジョージロー
傷や包帯、刺さったままの刃物が威圧的な、こわもてのサメ。ザコ敵・フキャたちの親分。知り合いのラブリーが旅行に行ったため、彼女のおみせを押し付けられている。服やアクセサリといったグッズをそれまでに入手したしんじゅと交換する「ジョージローのおみせ」は一見屋台のような小さな店だが、中は和室になっていて広い。店主の凄みのある外見や、商品を買おうとしてキャンセルしたり、しんじゅが不足していたりすると激怒するという粗暴さで、あまり流行ってはいないらしい。ただし激怒の後すぐに後悔し、そばの柱に自分の頭をぶつける（何度も頭をぶつけると看板が外れてしまうが、やがて復活する）。他にもジョージローの怖い顔のせいで客があまり来ないのではないかというスタピーの大胆な指摘に素直に感じ入り、お礼として服を渡したり、ガガンモに残り物の味の染み込んだおでんをあげたりしている。
店の屋根には明らかに実物と違う優しい顔のジョージローが備え付けられているものの、店の常連はスタフィー一行とガガンモのみで、客の入りの助けにはなっていない。しかもガガンモはおでんをもらいに来るだけで、「おでん屋さんを始めればいいのに」と言っている。
独特のBGMや、店を去る客を玄関まで見送るよう手下に指図するなど、任侠風の雰囲気を漂わせている。
ユグドラじい
大木の幹に巨大な顔を浮かび上がらせる老人物。長く伸びた白い眉とひげが特徴。高い場所から広く世界を見渡すことができる。
ハデヒラリ
キョロスケが想いを寄せる、ピンク色のヒラヒラした女性。サンゴの海（今回サンゴかいがん、前作はじまりの海、前々作サンゴショウ）の中で引っ越しをする。その後冒険で家に戻らない間、キョロスケの弟たちの面倒を見ることになった。
メカニじいさん
前作・前々作で『ききゅう』を提供してくれた、有名な発明家。今回は風船で空を飛ぶことにしたが、実験中に行方不明になる。
メカニジーニアス
メカニじいさんの孫。祖父同様の発明好きである。行方不明になった祖父を探し出し、風船を割って助けてあげると、ホッピングを使わせてくれる。
キョロスケの弟・妹
サンゴかいがんで暮らす貧乏なキョロスケの弟たち。トレーディングカード上の名前は上からキョロスケおとうと、キョロスケいもうと、キョロスケおとうと。兄よりも小さな二枚貝で、下の弟だけ他2人よりもさらに少し小さい。殻の色は全員異なるが、中身は全員黒。普段は家の周りのマモノのいない場所で遊んでいるという。
ミニゲーム「イラチキダッシュ!!」に対戦相手として登場している。
キョロスケおとうと（上）
殻は緑。長兄がいない間の兄代わりをしているが、そのせいで一番苦労をかけているかもしれないとキョロスケは述懐している。
キョロスケいもうと
殻はピンクで、同色のリボンを向かって右奥に着けている。料理が上手いらしい。
キョロスケおとうと（下）
殻はピンクに近い赤。よだれかけをくわえており、スタフィーと同じくらい泣き虫らしい。
サー・ホークィ
ワシの軍隊の隊長。黒いめがねをしている。
ホークィーズ
ワシの軍隊の五匹の隊員。霧の町で爆弾を落としたのを拾ってもらうために、スタピーに匍匐前進（ハイハイ）を教える。5人とも臆病で、霧の町では常に怖がっている。しかし他人に話しかけた時のみ真面目になる。
ママネズー＆コネズー
霧の町に住むネズミの親子。マッドピエロの宝箱の化け物に子供たちをさらわれてしまうが、スタピーの活躍で救出される。コネズー達はお礼に先へ進めるために柱をかじってスタピー達を先に進める。
サントナック
サンタの格好をしたトナカイ。子供たちに渡すプレゼントの入った袋を無くしてしまいスタフィー達に助けを求める。袋が見つかった後、袋が破れてしまうが、ロッキンばぁの裁縫セットで袋を直す。
フカフカ
トラとアザラシが合体した姿をしている。着ぐるみを作ってくれる代わりに材料を取ってきてくれとスタフィーに依頼する。着ぐるみの下を秘密にしている
ロッキンばぁ
青色のふくろうの老婆。毛糸が無くなっていることに困っている。ウルウールの毛皮を渡すと裁縫用具をくれる。それ以降は編み物に夢中になり相手をしてくれない。
シロさん＆ウルウール
オーボエを探している白熊（シロさん）と、羊のような毛皮のある生き物（ウルウール）。フカフカから渡されたオーボエを渡すと、ウルウールの毛皮を刈る許可をくれる。
クリオレたち
3人1組の小さなクリオネ。
オオタルイカ
チュータの知り合い。今作はチュータたちと旅行に来ている。
タルイカ
オオタルイカの子分。水流に流されてしまい、スタピーに助けを求める。
チュータ
鉢巻をつけているタコ。『2』でタコツボをなくしたため、今ではタルの中に入っている。
セイウチくん
カチワリ氷山に住む臆病なセイウチ。カチワリ氷山で暴れるペンゴットを見かけて、ペンゴットを倒すことをスタフィー達に依頼する。気が優しいと言われているが、キョロスケからは気が弱い奴だと言われている。
コンビー
二匹の昆布のコンビで、前作からも引き続いて登場。前作のキョロスケの場合と同じく凍らされたクリオレたちを溶かすために、温泉の温度を上げてくれる。
カキッペ
氷ざんのトゲ床地帯で大きなかき氷機を使い、スタフィーも乗れるビッグサイズのかき氷を作り続けるペンギンたち。使用者と労働者の2人1組であり、使用者はひたすらムチを振るい、労働者は涙を浮かべながら走り続けている。労働者が走ることでかき氷機を動作させており、完成したかき氷はベルトコンベアの上をゆくように地上を滑る。彼らの働く場所の地面は多くがトゲだらけで、かき氷はトゲの上を動くことになるが、問題はないらしい。
白銀のステージに突如現れる彼らは一見シュールで目的不明だが、実はカチワリさまに献上するためであることが後に明らかとなる。彼らは完成したかき氷にシロップを掛けず、純白のまま差し出し続けるが、カチワリさまは味のないかき氷に興味がなく、スタフィーが空中に浮かんだイチゴを破壊し、果汁で味をつけてからでないと召し上がってはくれない。食べてもらえなかったかき氷は、マップ端で消えていく。
カチワリさま
ステージ4「カチワリ氷ざん」に生息する巨大な存在。古代文明の機械を思わせる顔だけを氷の中から突き出しており、氷ざんの守り神らしい。自分のためにカキッペたちが作るかき氷は、味がついていなければ絶対に口にしない。スタフィーがイチゴを潰して味付けすると、地下から「ゴゴゴゴ」という音とともに手でかき氷をすくい上げ、口に放り込む。そのときかき氷の上に乗って、口に入る直前にジャンプすることでスタフィーは先に進める。一緒に食べられてしまうと、ダメージになる。

マンタはん
金貸しのマンタ。
ムーン
マンタはんと一緒に仕事をしている女性。
フナゾウ
出稼ぎに来た商売人。
ナマズドン&マナズーコ

ヒラオ&ヒラリン

カバそんちょう
ピンク色のカバの村長。ジャングルにあるお宝が眠る洞窟の持ち主であり、クマさんリュックを欲しがっている。
ニャンジャ
猫の忍者。「ダブルじゃんぷ」を忘れたスタフィーにもう一度教えてくれる。魚が大好物。
ブラーコ
アラビアン風のコブラ。自称「ヘビの蛇使い」。
ラブリー

ラブラブ

ラブリン

サブァコ

カンニンオヤコ
赤色の蟹の父子。前作、前々作では父親は緑色、子供は黄色だったが、入っていた温泉が熱湯になったことがきっかけで両者とも赤色になる。
ウキッズ
温泉好きの3人組の小猿。温泉が熱湯になっても温泉に浸かっている。
トリート
今作はパカラを使わせてくれる。
ニャンゾー
ニャンジャのライバルの猫。自らが得意とするかべジャンプをスタピーに伝授するために、彼女と対決する。猫じゃらしとマタタビが好きでそれが対決の敗因となる。
サンショーダディ＆チビサンショーたち
サンショウウオの父親（サンショーダディ）と、その子供達（チビサンショーたち）。オーグラが起こした嵐で、チビサンショーたちは飛ばされてしまう。
ホタルビ
暗い場所に住んでいる丸い生き物。普段は寝ているが、起こすと体が光り、暗いところを照らしてくれる。しかし時間が経つと再度眠り始める。
チョアン
ライトのあるヘルメットを被っている魚。スタフィー達にせんすいかんの使い方を教えてくれる。
ガブーン
巨大な生き物。最初に出会った時は腹痛に悩まされており、無理やりスタフィー達を吸い込むことで解決してもらうことにした。また、ガブーンを通り抜ける際には、ガブーンを眠らせてから通るのが常識らしい。動くことができず、常にガブーンかいこうにいる。
ヒララ
ガブーンのお腹の中で暴れる少女。暴れる原因は昔付き合っていたヒラオがヒラリンと付き合っていることでショックを受け、自棄になっているが、キョロスケとガブーンに励まされ、ガブーンと付き合うことになる。性格はかなり我が儘でガブーンもかなり疲れている。
ウォーツァルト
顔が音符の形をしている音楽家。バンドのときは性格が豹変する。
ゲコじい
伝説のバンドの1人。薬でスピンアタックを一時パワーアップしてくれる。
ゲキョじい
伝説のバンドの1人。ゲコじいのイトコ。
ジイラカンス
伝説のバンドの1人。年寄りでもロックを愛する。
タイブロンド
カメラマンの魚。オーグラがこじょうに向かうまでを写真に収めた。
ワリオ
『ワリオシリーズ』からのゲスト出演。グラフィックは『ワリオランドアドバンス ヨーキのお宝』、BGMは『ワリオランド3 不思議なオルゴール』準拠である。
本人曰く、宝探しでテンカイに来たのであるが、成り行きからスタフィー達に協力し、りゅうせいアタック改を教える。スタフィーを「ヘナチョコ」呼ばわりし、お宝に目が無いことなど、性格・色にいたるまでキョロスケと似た者同士（ただ違うのは品とパワーだけで、大幅にキャラがかぶっているとキョロスケ自身が認めている）という立ち居地となっている。
テンカイヘイシ
テンカイを警備している兵士達。臆病な部分があり、自分たちができないことをスタフィー達にやらせている。
ジュエリー
水色のクラゲのような生き物。スタフィー達や、物などを頭に乗せて運ぶことができる。テンカイヘイシ同様、臆病なところがある。
ヤリイカーズ

テンカイコドモ
テンカイの子供達。色はピンク色。泣き虫だが、助けられると大喜びする。キョロスケからは好かれていない。
キョロゾウ
キョロスケの父。殻の色は緑。

### 敵キャラクター
ビグファグ
ステージ3「きりのまち」に出現する巨大な怪物。頭頂部を出して待ち構え、何かが近づくと大口を開けて飲み込む。スタフィーが飲み込まれるとマップの最初に戻されてしまうが、ボウリングの球の形をした巨大な鉄球を近づけることで撃退することができる。キョロスケによれば「デケェのは口だけ！ カラダはちっせぇぞ！」ということらしい。
フォーク
ボンボーンと双璧をなすキョロスケの因縁のライバルであり、彼が大きな口を叩きながらも倒すことができない、小さな魚。
エチギョヤ
『2』にも登場した悪徳商人。キョロスケからお宝を騙し取ったため、キョロスケは多額の借金を背負うことになった。ミジンゴウたちとジャングルのお宝を捜索する。エンビラルにお宝を半分上げると言う約束で、用心棒として雇っている。
ミジンゴウ
前作ではプチオーグラ10ごうの海賊団のメンバーだったが、プチオーグラ達が死去後の本作では10ごうの仲間だったエチギョヤの部下になっている。
アマエンビ
ステージ6「ボーボーかざん」で『ゆけむりカニなべじけん』を引き起こしたエビ。火山を背負った大きなカメ型の乗り物ギャムランに乗り込み、同ステージのボスとなる。身体はかなり小さく、クリオレたちの1人のサイズに近い。君を表す「チミ」を連発する。スタピーいわく「ウチんとこの兄ちゃんみたいなボンボン」。サブァコにほれ込んでおり、以前彼女をナンパした際に「チビでヨワソーなヤツはキライ」「おいしいリョウリをゴチソウしてくれたら考えてもいい」と断られたので、気に入られようとギャムランを造り、それを使って温泉に浸かるカンニンオヤコを茹で、カニなべにすることを企てた。
間の抜けたところが多く、スタフィーとの会話で押し切られてカニなべ作りを諦めるなど、他の人物ではありえないような失敗をする。
マカイカ
ヤリイカーズのライバルとして登場した、黒く邪悪なイカ集団、マカイカーズの総裁。そのなかでもひときわ黒いボディを持ち、「バッシバシ行くぞ！」が口癖。もう少しというところでいつも負けてしまうらしい。
マカイカーズ1ごう
赤い仮面を着けたグレーのイカ。サブミッションを得意とし、必殺技はまかい10ぽんあしがため。
マカイカーズ2ごう
眉が太いダークパープルのイカ。桁違いの怪力を誇り、必殺技はカトルタックル。「ガハハハハハハ!!!」と笑う。
マカイカーズ3ごう
若干劇画調の顔と濃い口ひげを持つ肌色のイカ。元力士で必殺技はのどわおとし。浪費癖があるらしい。
マカイカーズ4ごう
黒目のない奇妙な表情をしたブラウンのイカ。「ニヤーー…」と笑い、にらむだけで何もしない不気味な相手である。

#### ボスキャラクター
ボンボーン
ステージ1「ロブのどうくつ」のボス。ガガンモを襲うなどした。『1』からスタフィーらとの因縁が続いており、特にキョロスケにとってはハデヒラリを奪い合う恋のライバルでもある。ただ、努力しても彼女に好意を抱いてもらえず、「こんなにイケてるオイラになんでハデヒラリはふりむかないボーン？」と悩む姿はキョロスケと重なる。
今回はハデヒラリとデートする姿に似せた合成写真を見せてキョロスケの精神を破壊し、スタフィー対策として頭へのスピンアタックを防ぐためのトゲ付きカブト着用と『チョーかいてんスピン』なる必殺技を習得、さらに己をかっこよく演出すべく自身をライトアップするという万全の状態で臨んだが、ライトをスタピーに操作されて長時間照りつけられた熱さについカブトを脱ぎ捨ててしまい、続くスタフィーとの決戦で『チョーかいてんスピン』を見せるものの、その場でただ回るばかりという代物で全く役に立たず、かませ犬の域を出ることはなかった。
ブイールン
ステージ2「サンゴかいがん」のボス。オーグラがスタフィーらを「足止めし消し去る」ために生み出したマモノである。トカゲに似た姿を持つが、色は青と黄で角もある。普段は小さめの姿をしている。素早い動きを自慢とするものの、スタフィー兄妹の挟み撃ちに追い込まれ、本当の姿を現して戦うことに。電撃を操り、攻撃後できるわずかな隙以外はバリアで防御してしまう。
カンテラばぁ
きりのまちに棲む鳥の老婆。常にカンテラを持ち歩いており、霧を自由に操ることができる。突如現れ消えるオバケのような神出鬼没さを持ち、「ヒヒヒヒヒ…」と不気味に笑う。町を訪れたスタフィーらに先へ進むヒントを与えるも、それは本人いわく「こんなところでくたばってもらっちゃおもしろくない」からであり、最後は町の奥へ誘い込んだ彼らを仲間のマッドピエロとともに襲う。
キョロスケによれば、町を訪れた人を脅かすことを趣味にしており、「さみしいんだな…きっと…」とのこと。
マッドピエロ
カンテラばぁとともに「きりのまち」のボスとして立ちはだかるピエロ。「ケケケケ」と笑い、小悪魔のような姿と釣り目の邪悪な表情を持つ。イタズラ好きで、ナイフやフォークを多数投げつける、ヒントを与えるから代わりに間違い探しをしろと出題しながらそれがダミー、追いつかれると許しを乞い油断させてスタフィーを宝箱型のマモノ・トレジャーモンスターに食べさせ連れ去る、ママネズーの子供コネズーたち3人も同様の箱に閉じ込めるといった悪事を繰り返し行い、スタピーを「コトシイチバンムカツク！」、キョロスケを「今回の冒険で一番ムカツイたヤロー」と憤慨させた。
戦闘時はオレンジ色の翼で飛行し、ナイフとフォークを投げながら地上に体当たりを仕掛けて攻撃する。また、カンテラばぁと協力する。イベント時の好き放題ぶりと比較すると、戦い方はやや普通である。
ペンゴッド
ステージ4「カチワリ氷山」のボス。オーグラが撒き散らした魔力のせいで、古代からの眠りから復活し暴れ始めたペンギン。体の回りを8つの氷のバリアが回っており、これをすべて同じ色にして壊さなければ本体にはダメージが与えられない。
エンビラル
ステージ5「ジャングル」のボス。エチギョヤに用心棒として雇われたエビの元プロボクサーであり、金色の体をもつ。現役時代のパワーはそのままだが、年のせいで体（特に顎）が弱っている。
ギャムラン
ステージ6「ボーボー火山」のボス。アマエンビがサブァコの理想の男の要素を入れて作った乗り物。背中が火山のカメの形をしていて、炎を使った多彩な攻撃をする。腹が弱点。
バンキロス
ステージ7「ガブーンかいこう」のボス。『1』ではザショウクジラの体内で暴れていたが、今作ではガブーンの体内で暴れている。
体にびっしりとトゲが生えており、ダメージを与えるには画面の中央にある仕掛けを使い戦場を回転させて岩をぶつけ、トゲを破壊した後に攻撃しなくてはならない。
ガチャタッコル
ステージ8「かいていいせき」のボス。遺跡の宝を守るガーディアンである。武器は装備しておらず、素早い動きでスタフィーらを壁や床に押しつぶして攻撃をする。
金色の鎧と盾で身を守っているが、キョロスケ曰く「ふとりすぎ」らしく、何度も上からりゅうせいアタックで攻撃されると背中の肉がはみ出てしまい、この状態でもう一度りゅうせいアタックで攻撃するとダメージが入る。数少ないスタピーでは倒せないボス。
ムーガ
ステージ9「そらの海」のボス。画面に入りきらないほどの巨大な体を持ち、顔の中央にある一つ目は操作キャラの方を常に向いていて（目は顔の横側にも一対あり、それらはオレンジ色に染まっている）、そこから追尾するビーム弾や巨大なレーザーを撃ち攻撃してくる。
一つ目は弱点でもあり、同じ向きに何度も回転させて目を回した時に限り攻撃が通る。なお、一つ目から閃光を放って操作キャラを怯ませてから追撃する攻撃は発射前に隅に出てくるキョロスケに防いでもらわないと回避できない。
オーグラ / オーグラ改
ステージ10「こじょう」のボス。
スタフィーの宿敵で、前作で倒されツボに封印されていたが、本作では痺れを切らし自らテンカイに嵐を起こしたイーブルによってツボを破壊され（これにより2度と封印することが出来なくなった。）復活し、更にストーリー終盤で強化され、オーグラ改となる。オーグラ改は『1』『2』のオーグラの第3形態の姿をしているが、表情が違っていたり、翼があったり、手の一部が青色になっていたりする。
最終的に必死に戦うスタフィー達の姿を見て、良心が芽生えたことによりイーブルを裏切り、自分も犠牲になると分かりながら、最後のエビルクリスタを発動し、イーブルに止めを刺し致命傷を負う。そしてスタフィー達に今までの謝罪と自分に正義を理解させた感謝を述べ、彼らの平和を願いながら死亡した。彼の遺体はキョロスケの手で崩壊するイーブルの城の外へと運び出され、魂と一体化して昇天していった。
イーブル
ステージ10「こじょう」のボスで、ラストボス。オーグラを生み出し、裏から指示していた本作までの一連の事件の真の黒幕。侵攻はオーグラに任せ自らは赴かないでいたが、その力はオーグラをも凌駕しており、ゲーム内の図鑑によるとその気になれば星一つ破壊出来る模様。
オーグラを倒した後の第一形態と、それを倒した後に待ち受ける真の姿とで二回戦う事になる。
第1形態
ストーリー中に登場する流体状の巨大な魔人の姿。ビーム弾を撃ってくる手を足場にしながら顔を攻撃することでダメージが入る。この形態はほんの序の口に過ぎず（実際キョロスケに「なんてことねぇヤロー」と言われるほど弱い）、この後に真の姿となったイーブルと対決することになる。
第2形態
図鑑などで記載される真の姿。りゅうせいアタック改でなければダメージを与えられない上に、噴射口を破壊して落下させ動きを止めなければならない（噴射口はロケットパンチで腕が離れている最中にしか攻撃できない）。
攻撃はロケットパンチ、電気玉発射、卵から変な生物を産む（この生物に触れると動けなくなる）、火を落下、巨大電気玉落下（この電気玉は回避できないが、弱点があり表記される所をスピンアタックで当てる事を5セットする事で攻撃を阻止できる、なお阻止した場合何故かイーブルが落下する）。
第2形態を撃破後、スタフィー達が持って来たエビルクリスタを使っても、止めを刺せない程の絶大な力を見せて彼らを追い詰めるが、隠し持っていた最後のエビルクリスタを、裏切ったオーグラに持ち出された挙句、使っての特攻という想定外の攻撃を受けて倒された。

## 移植版
| No. | タイトル                                      | 発売日        | 対応機種        | 開発元 | 発売元 | メディア                            | 型式 | 備考 | 出典              |
| --- | --------------------------------------------- | ------------- | --------------- | ------ | ------ | ----------------------------------- | ---- | ---- | ----------------- |
| 1   | 伝説のスタフィー3                             | 2016年4月6日  | Wii U           | トーセ | 任天堂 | ダウンロード (バーチャルコンソール) | -    |      | [ 1 ]             |
| 2   | ゲームボーイアドバンス Nintendo Switch Online | 2024年7月12日 | Nintendo Switch | 任天堂 | 任天堂 | ダウンロード                        | -    |      | [ 2 ] [ 3 ] [ 4 ] |